# Sergei Eduardowitsch Prichodko

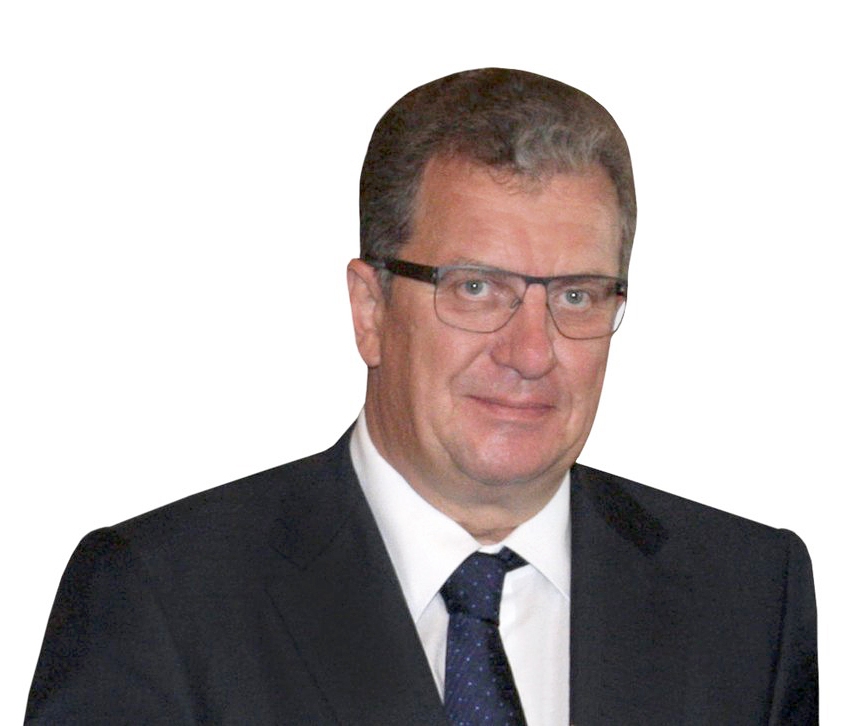
Sergei Prichodko (2013)

Sergei Eduardowitsch Prichodko (russisch Сергей Эдуардович Приходько; * 12. Januar 1957 in Moskau; † 26. Januar 2021) war ein russischer Politiker und Diplomat. Er galt als einer der gewichtigsten Funktionäre in der russischen Außenpolitik und war für alle russischen Präsidenten von Boris Jelzin über Wladimir Putin und Dmitri Medwedew bis wiederum für Putin tätig.

## Biografie
Von 1986 bis 1987 war Prichodko Attaché und Dritter Sekretär der Abteilung für die sozialistischen Länder beim Außenministerium der Sowjetunion. Von 1992 bis 1993 war er Zweiter Sekretär und später Erster Sekretär der russischen Botschaft in der Tschechoslowakei. Von 1993 bis 1997 war er Abteilungsleiter und stellvertretender Direktor eines Departementes des russischen Außenministeriums. Seit dem 9. April 1997 war er Berater des Präsidenten. Am 11. September 1997 wurde Prichodko zum Wirklicher Staatsrat 1. Klasse der Russischen Föderation befördert.
Ab dem 14. September 1998 war er stellvertretender Leiter der Präsidialverwaltung, ab dem 2. Februar 1999 zusätzlich Leiter der Abteilung für Außenpolitik des Präsidenten. Am 17. Juni 1999 wurde Prichodko zum Außerordentlichen und Bevollmächtigten Botschafter ernannt.
Ab März 2004 war er außenpolitischer Berater des Präsidenten der Russischen Föderation, zunächst von Wladimir Putin, ab 2008 von dessen Nachfolger Dmitri Medwedew. Danach war er ab Mai 2012 Erster stellvertretender Leiter des Regierungsapparates der Russischen Föderation, ab Mai 2013 stellvertretender Regierungsvorsitzender und Leiter des Apparates der Russischen Föderation.

## Korruptionsvorwürfe
Im Februar 2018 kam es in Russland zu einem politischen Skandal, nachdem Alexei Nawalny und sein Fonds zur Bekämpfung der Korruption (FBK) das Video Jachten, Oligarchen und Mädchen: Männerjägerin entlarvt korrupten Beamten veröffentlicht hatten, in dem durch Instagram-Posts der belarussischen Prostituierten Anastasia Waschukewitsch, auch unter dem Pseudonym Nastja Rybka bekannt, die enge Beziehung zwischen dem russischen Oligarchen Oleg Deripaska und dem Mitglied der russischen Regierung Sergei Prichodko nachgewiesen wurde.
Nawalny und seine Mitarbeiter stießen im Instagram-Konto von Nastja Rybka auf ein Video, in dem Deripaska auf einer Jacht mit einem anderen Mann zu sehen ist, und identifizieren diesen als Sergei Prichodko. Mit Hilfe des Buchs von Nastja Rybka Tagebuch über die Verführung eines Milliardärs, oder ein Klon für den Oligarchen (russisch: Дневник по соблазнению Миллиардера, или Клон для олигарха), in dem sie minutiös die Ereignisse auf der Jacht beschrieb, der Instagram-Fotos, von Tracking-Diensten für Schiffsbewegungen und norwegischen Pressemeldungen fand der FBK heraus, dass die Jacht Elden heißt, Deripaska gehört und Anfang August 2016 drei Tage in norwegischen Gewässern unterwegs war. Der FBK stellte außerdem fest, dass es auf der Schiffsroute bzw. in der Nähe des Ankerplatzes der Jacht nur einen kleinen norwegischen Flughafen gibt, auf dem am 5. August lediglich zwei Flugzeuge landeten. Und beide Maschinen (M-UGIC und M-ALAY 5) gehörten Deripaska. Ein Flugzeug flog von Montenegro, wo Deripaska eine Villa und ein Unternehmen besitzt, nach Norwegen und das andere von Moskau.
Nawalny warf Prichodko Korruption vor, da er sich von einem russischen Oligarchen zu einem Kurzurlaub mit Prostituierten auf dessen Jacht hatte einladen lassen. Ob Prichodko tatsächlich mit Deripaskas Jet von Moskau nach Norwegen geflogen ist, konnte Nawalny allerdings nicht nachweisen. Der Aufenthalt eines Beamten auf der Jacht eines Oligarchen ist ein Verstoß gegen das Gesetz, das einem Staatsdiener verbietet, Geschenke oder Dienstleistungen anzunehmen, und voraussetzt, dass dieser sich moralisch verhält und die Staatsbehörde, für die er tätig ist, nicht in Verruf bringt. Und so richtete sich der FBK an das Direktorat des Präsidenten der Russischen Föderation, Abteilung Korruptionsbekämpfung, an die Regierung, das Innenministerium, FSB, den Untersuchungsausschuss (russisch Следственный комитет) und die Staatsanwaltschaft mit der Forderung, die Angelegenheit zu untersuchen und Prichodko von seinem Posten zu entbinden. Die Anschuldigungen des FBK gegen Prichodko lauteten „illegaler Erhalt von Dienstleistungen vermögensrechtlicher, … touristischer und anderer Arten“.
Ein weiterer belastender Umstand aus der Sicht des FBK waren die verschiedenen Immobilien von Prichodko (eine Datscha in der Kooperative „Sosny“ und zwei Wohnungen im Zentrum Moskaus), die auf mindestens 780 Millionen Rubel geschätzt wurden. Wie zahlreiche andere Politiker führte Prichodko dieses immens große Vermögen auf die Einnahmen seiner Ehefrau zurück, die allerdings kein eigenes Unternehmen und auch sonst keinerlei Einnahmequellen hat. Nawalny schloss daraus, dass Prichodko sich die Immobilien nur dank der Bestechungsgelder des Oligarchen Deripaska hatte finanzieren können.
Einige Monate vor dieser Affäre berichtete die US-amerikanische Presse über Bestechungsgelder, die Deripaska angeblich an Paul Manafort, den Wahlkampfmanager von Donald Trump, gezahlt hätte. Im Gegenzug bot ihm Manafort private Briefings über den Gang der Wahlkampagne an. Für die Presse war diese Episode ein Beweis dafür, dass sich Russland in die US-amerikanischen Wahlen eingemischt hatte. Die US-amerikanischen Medien stellten sich die Frage, aus welchem Grund ein russischer Oligarch in privaten Briefings Informationen über den Präsidentschaftswahlkampf in den USA erhalten sollte. Der CNN-Reporter Matthew Chance versuchte erfolglos, von Deripaska eine Stellungnahme zu erhalten, ob er die geheime Verbindung zwischen Kreml und Trumps Wahlkampfmanager wäre. Den Reportern lagen keine Beweise vor, dass Deripaska Informationen an den Kreml weiterleite. Doch der gemeinsame, dreitägige Jachturlaub von Deripaska und Prichodko im August 2016 lieferte nach Meinung Nawalnys den Beweis, dass der russische Oligarch tatsächlich das Verbindungsglied zwischen Manafort und dem für den Kurs der russischen Außenpolitik verantwortlichen Prichodko war.